# 오울루

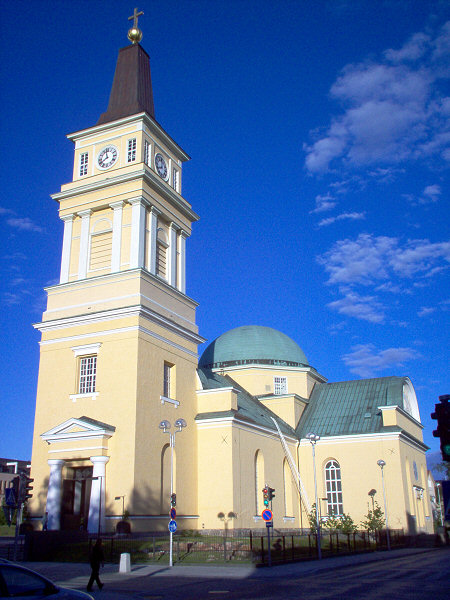
오울루 대성당

오울루(핀란드어: Oulu, 스웨덴어: Uleåborg 울레오보리[*])는 핀란드 북포흐얀마 지역의 중심 도시이다. 인구는 20만 2천 명(2018년)으로, 핀란드에서는 5번째로 크다.

## 지리 및 산업
오울루강이 보트니아만으로 흘러가는 지역에 위치한 도시이다. 오울루강 연안에는 풍부한 수량을 이용한 수력 발전이 발달해 있고 금속 및 화학 공업이 발달해 있다. 가까운 도시로는 북쪽으로 160킬로미터 떨어진 로바니에미가 있다.

## 역사
1605년 4월 8일 스웨덴의 국왕 칼 9세가 이 도시를 건설했고, 1610년에 도시로 등록되었다. 1776년에 오울루 주의 주도가 되었다. 1815년, 빈 의정서로 핀란드는 러시아 제국령이 되면서, 오울루는 자연스레 러시아의 영토로 들어갔다. 1822년에 일어난 대화재로 도시는 파괴되었지만 나중에는 부흥했다.

## 문화
1959년에 건설된 오울루 대학교는 세계 최북단에 위치한 종합 대학이다. 핀란드의 서정시인 코스켄니에미(1885년~1962년)가 오울루 출신이다.

## 기후
| 오울루의 기후                                                      | 오울루의 기후 | 오울루의 기후 | 오울루의 기후 | 오울루의 기후 | 오울루의 기후 | 오울루의 기후 | 오울루의 기후 | 오울루의 기후 | 오울루의 기후 | 오울루의 기후 | 오울루의 기후 | 오울루의 기후 | 오울루의 기후 |
| 월                                                                 | 1월           | 2월           | 3월           | 4월           | 5월           | 6월           | 7월           | 8월           | 9월           | 10월          | 11월          | 12월          | 연간          |
| ------------------------------------------------------------------ | ------------- | ------------- | ------------- | ------------- | ------------- | ------------- | ------------- | ------------- | ------------- | ------------- | ------------- | ------------- | ------------- |
| 역대 최고 기온 °C (°F)                                             | 9.3 (48.7)    | 7.8 (46.0)    | 11.5 (52.7)   | 23.9 (75.0)   | 29.9 (85.8)   | 32.3 (90.1)   | 33.3 (91.9)   | 30.5 (86.9)   | 25.4 (77.7)   | 21.1 (70.0)   | 11.2 (52.2)   | 8.2 (46.8)    | 33.3 (91.9)   |
| 일평균 최고 기온 °C (°F)                                           | −4.8 (23.4)   | −4.7 (23.5)   | −0.4 (31.3)   | 5.8 (42.4)    | 12.6 (54.7)   | 17.9 (64.2)   | 21.1 (70.0)   | 18.9 (66.0)   | 13.2 (55.8)   | 5.8 (42.4)    | 0.5 (32.9)    | −2.7 (27.1)   | 6.9 (44.5)    |
| 일일 평균 기온 °C (°F)                                             | −8.2 (17.2)   | −8.4 (16.9)   | −4.4 (24.1)   | 1.6 (34.9)    | 8.0 (46.4)    | 13.7 (56.7)   | 16.7 (62.1)   | 14.6 (58.3)   | 9.6 (49.3)    | 3.3 (37.9)    | −1.6 (29.1)   | −5.3 (22.5)   | 3.3 (38.0)    |
| 일평균 최저 기온 °C (°F)                                           | −11.9 (10.6)  | −12.1 (10.2)  | −8.3 (17.1)   | −2.5 (27.5)   | 3.4 (38.1)    | 9.3 (48.7)    | 12.4 (54.3)   | 10.6 (51.1)   | 6.0 (42.8)    | 0.6 (33.1)    | −4.2 (24.4)   | −8.8 (16.2)   | −0.5 (31.2)   |
| 역대 최저 기온 °C (°F)                                             | −37.5 (−35.5) | −41.5 (−42.7) | −32.0 (−25.6) | −21.4 (−6.5)  | −9.1 (15.6)   | −6.1 (21.0)   | 3.6 (38.5)    | −1.5 (29.3)   | −8.0 (17.6)   | −20.6 (−5.1)  | −33.0 (−27.4) | −37.2 (−35.0) | −41.5 (−42.7) |
| 평균 강수량 mm (인치)                                              | 32 (1.3)      | 29 (1.1)      | 26 (1.0)      | 23 (0.9)      | 40 (1.6)      | 51 (2.0)      | 80 (3.1)      | 62 (2.4)      | 49 (1.9)      | 51 (2.0)      | 43 (1.7)      | 39 (1.5)      | 525 (20.5)    |
| 평균 강설량 cm (인치)                                              | 33 (13)       | 46 (18)       | 43 (17)       | 7 (2.8)       | —             | —             | —             | —             | —             | —             | 4 (1.6)       | 17 (6.7)      | 150 (59)      |
| 평균 강수일수                                                      | 9             | 8             | 7             | 6             | 8             | 8             | 10            | 10            | 8             | 10            | 10            | 10            | 104           |
| 평균 상대 습도 (%) (일 평균)                                       | 87            | 86            | 82            | 73            | 67            | 66            | 71            | 76            | 82            | 86            | 90            | 89            | 80            |
| 평균 월간 일조시간                                                 | 24            | 69            | 137           | 208           | 273           | 296           | 283           | 212           | 133           | 69            | 28            | 8             | 1,740         |
| 출처: 핀란드 기상연구소 (평년값: 1991년~2020년, 극값: 1921년~현재) |               |               |               |               |               |               |               |               |               |               |               |               |               |

## 우호 도시

### 자매 도시
- 노르웨이, 알타
- 러시아, 아르한겔스크
- 스웨덴, 보덴
- 튀르키예, 부르사
- 독일, 할레
- 독일, 레버쿠젠
- 우크라이나, 오데사
- 헝가리, 시오포크

### 우정 도시
- 일본, 센다이 (2005년부터)

## 같이 보기
- 보트니아만 (북)